# Bángi Mária
Bángi Mária (Gyergyóditró, 1927. április 27. – 2014. december) iparművész.

## Életpályája
Elemi iskoláit szülővárosában végezte el. 1937-től érdeklődésének megfelelően Kolozsváron, az iparművészeti gimnáziumban folytatta tanulmányait. 1940-ben a második bécsi döntés után a román középiskola bezárt. Csíkszeredára került; egy évet vesztve magántanulóként a Segítő Mária fiúgimnáziumban tanult. 1946-ban került Makóra menekültként, a gimnázium 8. osztályát itt végezte el. Ezután az Iparművészeti Főiskola textil szakára jelentkezett; a második évtől a gyapjúipari szövett-anyag tervezést választotta szaknak. Tanárai voltak: Schubert Ernő, Korniss Gyula és Hajós István. Az ötödik év végén, a diploma megszerzésekor évfolyamában ő teljesített a legjobban. Ezután a Gyapjúipar Központi Mintatervező Üzemébe került. Közben a pesti egyetem bölcsészeti karán felvette a művészettörténet szakot. Férjét osztályidegennek minősítették, és az egyetemről is kizárták, ezért 1956 decemberében Olaszországba mentek; Milánóban telepedtek le. 1959-től a kiskorú leányanyák intézetébe került, ahol ipari iskolát létesített. A lányok különböző mesterségeket tanulhattak meg: szövést, textilfestést, batikolást, divattervezést és szabás-varrást.

## Díjai
- Munkácsy Mihály-díj (1956)